# Yu-Gi-Oh! Duel Monsters
Yu-Gi-Oh!, більш відомий в Японії як Yu-Gi-Oh! Duel Monsters (яп. 遊☆戯☆王デュエルモンスターズ, Yūgiō Dyueru Monsutāzu) — японський аніме-серіал, створений студією Gallop, заснований на манзі Yu-Gi-Oh!, написаній Кадзукі Такахасі. Це друга аніме-адаптація манги після серіалу 1998 року, створеного компанією Toei Animation. Сюжет серіалу обертається навколо молодого хлопця зі старшої школи на ім'я Югі Муто, який бореться з опонентами у картковій грі Duel Monsters. Серіал починається з 60-го розділу 7-го тому, після чого вільно адаптує решту розділів оригінальної манги, вносячи зміни в сюжет, які суперечать подіям канону манги.
Yu-Gi-Oh! Duel Monsters виходив в ефір в Японії на телеканалі TV Tokyo з квітня 2000 року по вересень 2004 року з 224 серії. Відремастерена версія, яка акцентує увагу на певних дуелях, почала виходити в Японії в лютому 2015 року. Дванадцять додаткових серій, вироблених в Америці, вийшли ексклюзивно для західної аудиторії в середині — наприкінці 2006 року, незабаром після завершення основного серіалу.

## Сюжет

### Сезон 1
Історія слідує за Югі Муто, хлопцем, який завершив створення стародавнього єгипетського артефакту, відомого як Тисячолітня Головоломка, що призвело до того, що він успадкував духа з іншим альтер-его. Після того, як Югі переміг свого суперника, Сето Кайбу, у грі Duel Monsters, до нього звертається Максиміліан Пегас, творець Duel Monsters, який за допомогою сили іншого Тисячолітнього Артефакту, Тисячолітнього Ока, викрадає душу дідуся Югі. Разом зі своїми друзями Югі бере участь у турнірі Дуелістського Королівства, організованому Пегасом, щоб перемогти його та звільнити душу свого дідуся.

### Сезон 2
Югі дізнається, що дух, який живе в ньому, — це безіменний фараон з давньоєгипетських часів, який нічого не пам’ятає про своє минуле. Щоб розкрити таємниці фараона, Югі бере участь у турнірі Бойового Міста, організованому Кайбою, з метою здобути три Єгипетські Божественні карти. Під час турніру Югі зустрічає інших володарів Тисячолітніх предметів, зокрема Маріка Іштара, який володіє Тисячолітнім Жезлом, та його старшу сестру Ішідзу Іштар, що має Тисячолітнє Намисто, здатне передбачати майбутнє.

### Сезон 3
Перші двадцять чотири епізоди сезону утворюють оригінальну сюжетну арку, в якій Юґі та його друзі потрапляють у віртуальний світ, яким керує Ноа — позашлюбний зведений брат Сето та Мокуби, син прийомного батька Кайби, Ґодзабуро. Після повернення до реального світу розпочинається фінал турніру Бойового Міста.

### Сезон 4
Створена під час написання арки Millennium World, нова оригінальна сюжетна лінія розповідає про те, як Орихалк висмоктує силу з єгипетських карт богів і починає збирати душі, щоб воскресити давнього дракона-змія Левіафана. Югі, Кацуя та Кайба отримують по легендарній карті дракона, щоб боротися з Орихалком і його лідером Дартсом.

### Сезон 5
Фінальний сезон відповідає арці Millennium World у манзі. Однак перша його половина зосереджена на оригінальних сюжетних лініях, створених під час написання останніх розділів манги.
Після того як Орихалка було знищено, в іншій оригінальній сюжетній арці Югі та його друзі беруть участь у Гранд-чемпіонаті KaibaCorp, щоб зустрітися з черговим суперником Кайби — Зіґфрідом. Згодом Югі, його друзі та Соломон вирушають до Єгипту, але потрапляють у світ Капсульних монстрів.
У другій половині сезону Рьо Бакура, власник Тисячолітнього Кільця, потрапляє під вплив темного духа, що живе всередині артефакта. Коли Югі з друзями прибувають до Єгипту, вони опиняються у минулому — за 5000 років до сучасності, де фараон має битися з Бакурою та його зловісною сутністю — Темним Зорком. Повернувшись у теперішній час, Юґі та фараон проводять між собою останню дуель як остаточне випробування.